# 히가시시즈오카역
히가시시즈오카역(일본어: 東静岡駅 히가시시즈오카에키[*])은 일본 시즈오카현 시즈오카시 아오이구에 있는 철도역이다.

## 타는 곳
| 1 | ■ 도카이도 본선 | 시미즈·후지·누마즈 방면       |
| 2 | ■ 도카이도 본선 | 시즈오카·시마다·하마마쓰 방면 |

## 역세권 정보
- 국도 제1호선

## 역사
- 1998년 10월 30일: 영업 개시.
- 2008년 3월 1일: 토이카 도입.

## 인접역
| 도카이도 본선        | 도카이도 본선 | 도카이도 본선          |
| -------------------- | ------------- | ---------------------- |
| 구사나기 아타미 방면 |               | 시즈오카 하마마쓰 방면 |